# Africa Press
Africa Press est un site de communiqués de presse à vocation panafricaine.

## Lieu
Sa rédaction est basée dans le nord-est de la France, près de Metz.

## But
Le but du site est de proposer gratuitement une plate-forme de publication d'articles, d'actualités et de communiqués de presse pour mettre en relation, d'une part, les entreprises, associations et institutions et, d'autre part, les journalistes, médias et blogueurs.
Les articles et communiqués publiés sont classés thématiquement et chronologiquement, des flux RSS sont proposés ainsi qu'un espace virtuel de rédaction/publication gratuit.